# مزارندة (آبجدان)
مزارندة (بالفارسية: مزارنده) هي منطقة سكنية تقع في إيران في قسم آبجدان الريفي. يقدر عدد سكانها بـ 26 نسمة بحسب إحصاء 2016.